# RACE-PCR
RACE-PCR est l'acronyme de l'expression anglaise « rapid amplification of cDNA-ends by polymerase chain réaction » et qui signifie en français « amplification rapide d'extrémités de cDNA par réaction en chaîne par polymérase ».
La première partie de l'acronyme « RACE » est un jeu de mots (« course » en français) qui fait allusion à la rapidité de la méthode.
Le but de la RACE-PCR tient dans l'isolement des extrémités 3' ou 5' de gènes afin de déterminer la séquence d'initiation ou de terminaison de la traduction par exemple. C'est une technique dérivée de la RT-PCR.